# Nacaduba taiwana
Nacaduba taiwana är en fjärilsart som beskrevs av Matsumura 1929. Nacaduba taiwana ingår i släktet Nacaduba och familjen juvelvingar. Inga underarter finns listade i Catalogue of Life.